# Mästarnas mästare 2016
Den åttonde säsongen av TV-programmet Mästarnas mästare sändes i Sveriges Television i tio delar mellan den 6 mars och 8 maj 2016. Säsongen spelades denna gång in kring staden Almería i södra Spanien under september 2015 och deltagarnas bas låg i orten Agua Amarga. Det var första gången som programmet återvände till ett land man tidigare spelat in en säsong i (den första säsongen spelades också in i Spanien). Likt de senaste säsongerna användes ett gruppsystem med totalt tolv deltagare (sex stycken per grupp) där de tre mästarna som per grupp vann den avgörande gruppfinalen gick vidare till en semifinal. Även i denna säsong var Micke Leijnegard programledare. I finalen var det ishockeyspelaren Peter Forsberg som tog hem segern.

## Deltagare
Totalt tävlade tolv deltagare om segern: 6 kvinnor och 6 män. Inför inspelningarna delades de tävlande upp i två grupper med tre kvinnor och tre män per grupp. Varje grupp tävlade sedan i fyra program genom olika tävlingar. Den person som stod som vinnare i respektive program blev immun mot utslagning i det programmet medan den som kom sist var tvungen att utmana en av de övriga placerade i en duell (kallad Nattduellen). Vinnaren av duellen fick vara kvar i programmet medan förloraren fick lämna tävlingen genast. Det fjärde grupprogrammet var en så kallad gruppfinal där tre av fyra kvarvarande mästare gick vidare till den gemensamma semifinalen, där tre mästare från respektive grupp möttes om slutsegern.
Under augusti 2015 presenterades deltagarna till säsongen, som bland annat innehöll det gifta paret Björn Ferry och Heidi Andersson.

### Grupp 1
Den första gruppen tävlade under avsnitt 1–4 (6–27 mars 2016):
| Namn                   | Sport       |
| ---------------------- | ----------- |
| Caroline Ek            | Kickboxning |
| Hanna Marklund         | Fotboll     |
| Jörgen Persson         | Bordtennis  |
| Karolina A. Højsgaard  | Orientering |
| Niklas Jihde           | Innebandy   |
| Peter "Foppa" Forsberg | Ishockey    |

### Grupp 2
Den andra gruppen tävlade under avsnitt 5–8 (3–24 april 2016):
| Namn             | Sport       |
| ---------------- | ----------- |
| Anders Eriksson  | Enduro      |
| Björn Ferry      | Skidskytte  |
| Heidi Andersson  | Armbrytning |
| Inez Karlsson    | Jockey      |
| Kennet Andersson | Fotboll     |
| Kicki Johansson  | Basket      |

## Nattduellen
Nattduellen var den grenen i programmen som avgjorde vilken deltagare som varje vecka fick lämna tävlingen. I duellen möttes varje gång den mästare som totalt sett efter tre grenar hamnat sist och en mästare som den sistplacerade valt ut (dock ej den som vunnit respektive program som var immun). Likt de senaste säsongerna hölls ingen nattduell i det inledande gruppspelsmötet, både i den första och andra gruppen. Istället tog alla deltagarna med sig sina poäng från det första grupprogrammet till det andra, där en duell sedan hölls.
I nattduellen kunde duellanterna välja mellan två utmaningar och det var den mästare som blev utmanad som fick bestämma vilken av två nattduellsgrenar som ska utföras: stavduellen eller balansduellen.
Stavduellen bestod av fem lysande stavar på ett bord. När en av stavarna slocknade skulle man ta den och den som tog staven först vann och fick stanna kvar i tävlingen. Tävlingen kördes i tre omgångar, där den person som först vunnit två omgångar hade vunnit nattduellen. För att armarna skulle vara på lika långt avstånd från stavarna tvingades de tävlande hålla i två stycken kättingar, som satt fast i marken. Tappade någon av de tävlande kättingen innan staven slocknade gick segern i den omgången till motståndaren. I balansduellen stod personerna med en fot på en cylinder och skulle försöka hålla balansen längst. Den som först föll av eller satte ned sin andra fot på podiet förlorade omgången. Även balansduellen kördes i tre omgångar, där den som först vann två omgångar fick fortsätta tävla i programmet.
| Avsnitt | Datum (2016) | Nattduell mellan                         | Duelltyp    | Vinnare omgång 1 | Vinnare omgång 2 | Vinnare omgång 3 | Utslagen              |
| ------- | ------------ | ---------------------------------------- | ----------- | ---------------- | ---------------- | ---------------- | --------------------- |
| 1       | 6 mars       | —                                        | —           | —                | —                | —                | —                     |
| 2       | 13 mars      | Karolina A. Højsgaard och Hanna Marklund | Balansduell | Hanna Marklund   | Hanna Marklund   | —                | Karolina A. Højsgaard |
| 3       | 20 mars      | Hanna Marklund och Niklas Jihde          | Stavduell   | Niklas Jihde     | Niklas Jihde     | —                | Hanna Marklund        |
| 4       | 27 mars      | Niklas Jihde och Jörgen Persson          | Stavduell   | Jörgen Persson   | Niklas Jihde     | Jörgen Persson   | Niklas Jihde          |
| 5       | 3 april      | —                                        | —           | —                | —                | —                | —                     |
| 6       | 10 april     | —                                        | —           | —                | —                | —                | —                     |
| 7       | 17 april     | Heidi Andersson och Inez Karlsson        | Balansduell | Heidi Andersson  | Heidi Andersson  | —                | Inez Karlsson         |
| 8       | 24 april     | Heidi Andersson och Kennet Andersson     | Stavduell   | Heidi Andersson  | Kennet Andersson | Heidi Andersson  | Kennet Andersson      |
| 9       | 1 maj        | Jörgen Persson och Heidi Andersson       | Stavduell   | Jörgen Persson   | Heidi Andersson  | —                | —                     |
| 10      | 8 maj        | Jörgen Persson och Heidi Andersson       | Stavduell   | —                | —                | Jörgen Persson   | Heidi Andersson       |

## Slutgiltig placering och utslagningsschema

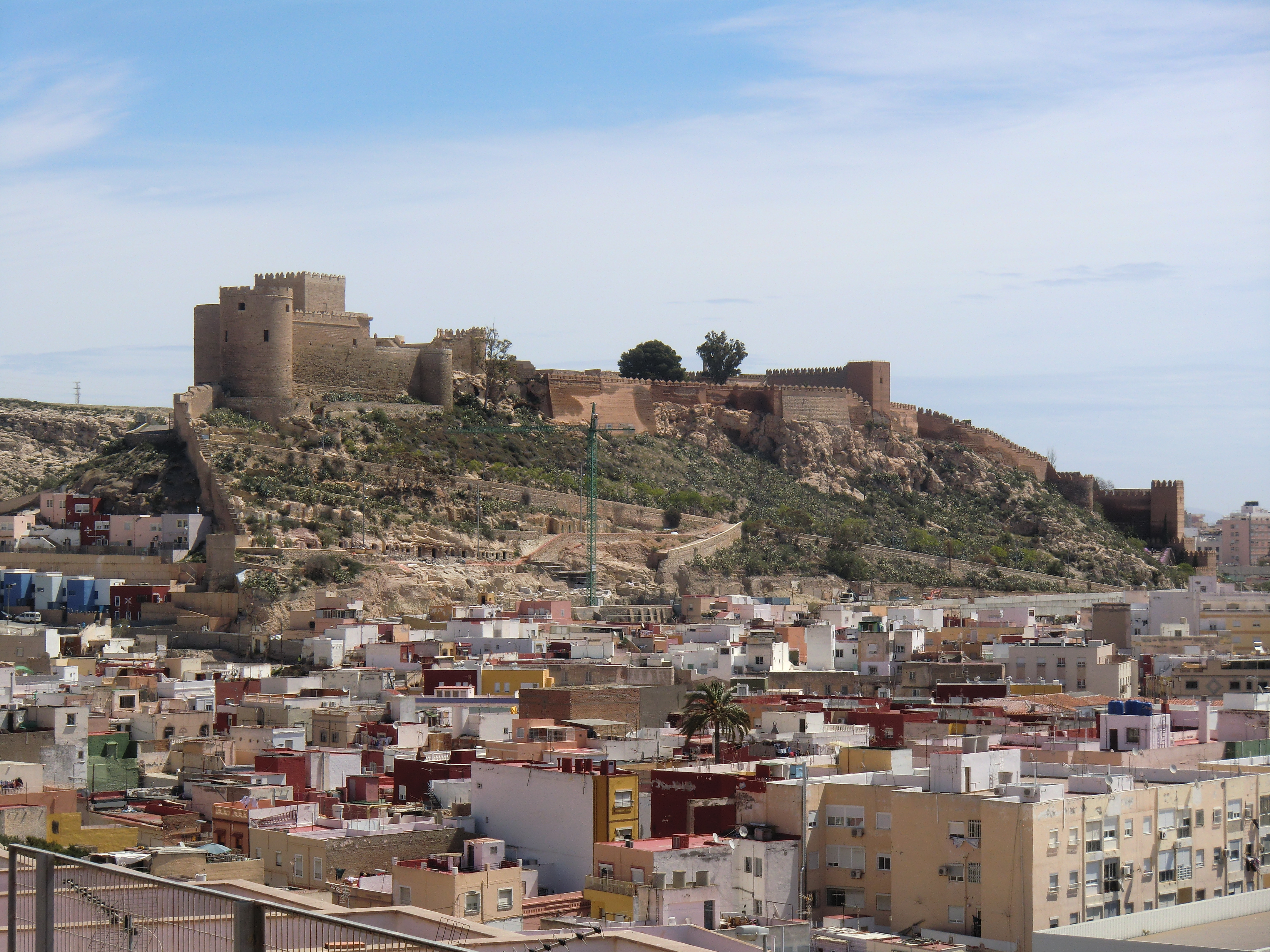
Den åttonde säsongen av Mästarnas mästare spelades in under september 2015 i den spanska orten Almería.

### Resultattabell: Grupp 1
| Deltagare             | Plats | 1  | 2  | 1+2 | 3  | 4  |
| --------------------- | ----- | -- | -- | --- | -- | -- |
| Caroline Ek           | 1     | 20 | 13 | 33  | 12 | 13 |
| Peter Forsberg        | 2     | 20 | 25 | 45  | 13 | 9  |
| Jörgen Persson        | 3     | 16 | 9  | 25  | 15 | 8  |
| Niklas Jihde          | 4     | 16 | 20 | 36  | 12 | 6  |
| Hanna Marklund        | 5     | 14 | 12 | 26  | 5  |    |
| Karolina A. Højsgaard | 6     | 14 | 5  | 19  |    |    |

### Resultattabell: Grupp 2
| Deltagare        | Plats | 5  | 6  | 5+6 | 7  | 8  |
| ---------------- | ----- | -- | -- | --- | -- | -- |
| Anders Eriksson  | 1     | 20 | 20 | 40  | 7  | 14 |
| Björn Ferry      | 2     | 16 | 17 | 33  | 14 | 10 |
| Heidi Andersson  | 3     | 16 | 15 | 31  | 3  | 6  |
| Kennet Andersson | 4     | 14 | 22 | 36  | 21 | 8  |
| Inez Karlsson    | 5     | 14 | 7  | 21  | 12 |    |
| Kicki Johansson  | 6     | 20 | 1  | 21  |    |    |

### Slutspel: Semifinal och final
Finalen avgjordes den 8 maj 2016 mellan Peter Forsberg, Caroline Ek, Anders Eriksson och Jörgen Persson. Den första grenen vanns av Eriksson som därmed fick trettio sekunders försprång mot tvåan, Forsberg, som i sin tur fick trettio sekunders försprång mot trean, Ek, inför den andra grenen. Persson kom sist och åkte därmed ut ur Mästarnas mästare. Den andra grenen vanns av Ek och tvåa kom Forsberg, vilket betydde att Eriksson blev utslagen. I den avgörande finalen skulle de två kvarvarande deltagarna först memorera sifferkombinationer för att sedan fylla en cylinder med vatten för att på så sätt nå en nyckel som låste upp ett antal facklor. Det sista och avgörande momentet var att kasta brinnande facklor mot ett eldfat. Detta moment vanns av Forsberg som därmed blev Mästarnas mästare 2016.
I och med detta var det första gången som deltagare från samma sport vann Mästarnas mästare två år i rad. 2015 vann Danijela Rundqvist och även hon var ishockeyspelare. Det var också tredje gången som en ishockeyspelare vann tävlingen.
| Deltagare       | Plats | 9  | 10      |
| --------------- | ----- | -- | ------- |
| Peter Forsberg  | 1     | 20 | Vinnare |
| Caroline Ek     | 2     | 19 | Tvåa    |
| Anders Eriksson | 3     | 27 | Trea    |
| Jörgen Persson  | 4     | 6  | —       |
| Heidi Andersson | 5     | 7  | —       |
| Björn Ferry     | 6     | 4  |         |